# فانی باس
فرانسیس ادیت کرسول، معروف به فانی باس (انگلیسی: Fanny Buss; ۲۳ مارس ۱۹۱۰ – ۵ ژوئن ۱۹۸۶) هنرمند، تاجر، طراح، چاپگر و نویسنده اهل نیوزیلند بود.
نمونه‌هایی از طرح‌های مد او در مجموعه موزه‌های اطراف نیوزلند از جمله در موزه یادبود جنگ اوکلند، موزه Te Papa Tongarewa نیوزلند، موزه اوتاگو، MTG Hawke's Bay6 و همچنین در موزه مد نیوزلند وجود دارد.
 کرسول یکی از اعضای فعال انجمن هنرهای کانتربری بود.